# Colombe à nuque violette
Geotrygon violacea
Espèce
Statut de conservation UICN

 LC  : Préoccupation mineure
La Colombe à nuque violette (Geotrygon violacea) est une espèce d'oiseaux de la famille des Columbidae.

## Répartition
Cette espèce vit en Amérique du Sud.